# U-Bahnhof Platz der Luftbrücke

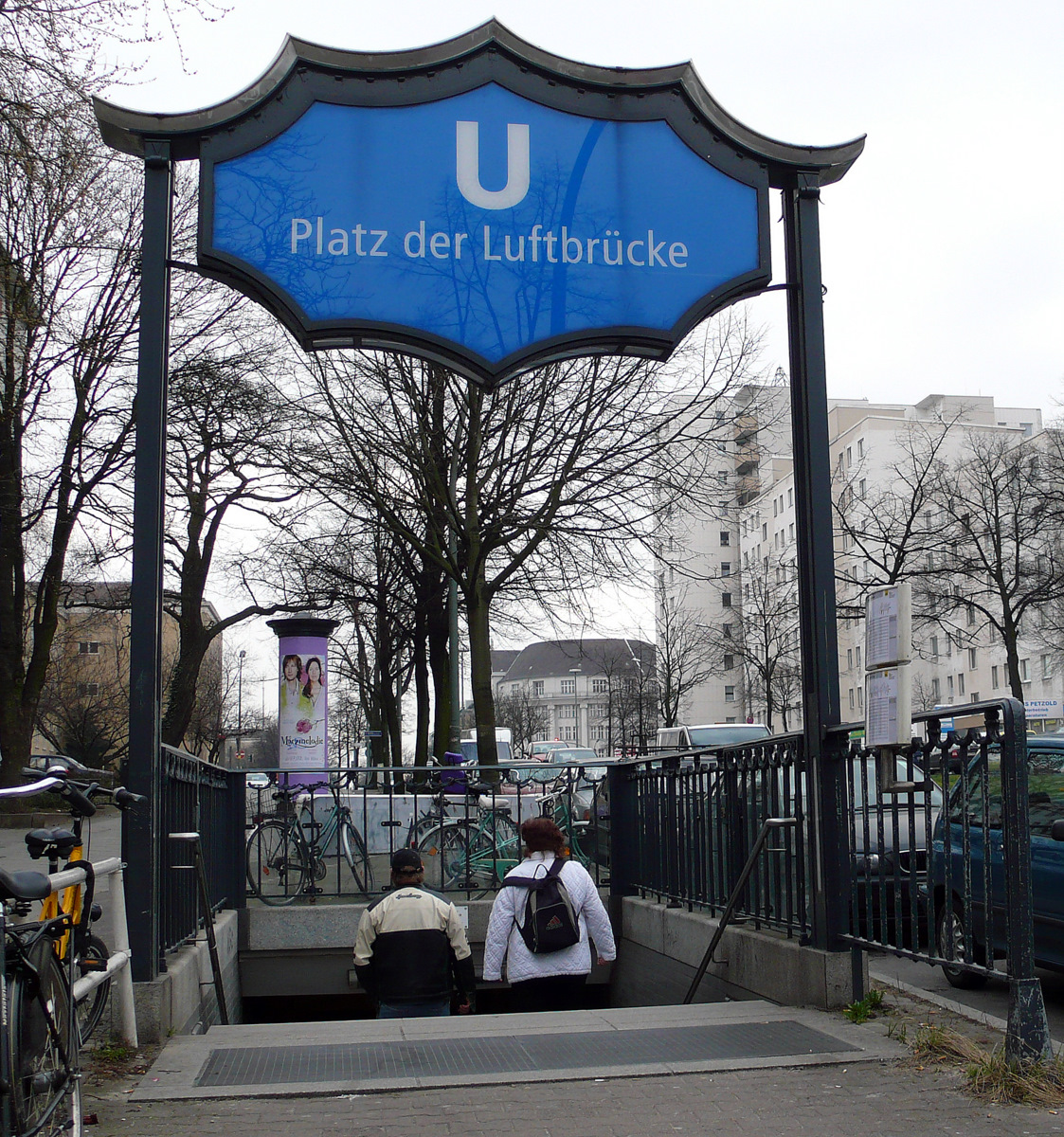
Eingang am Mehringdamm mit dem typischen zehnzackigen Schild

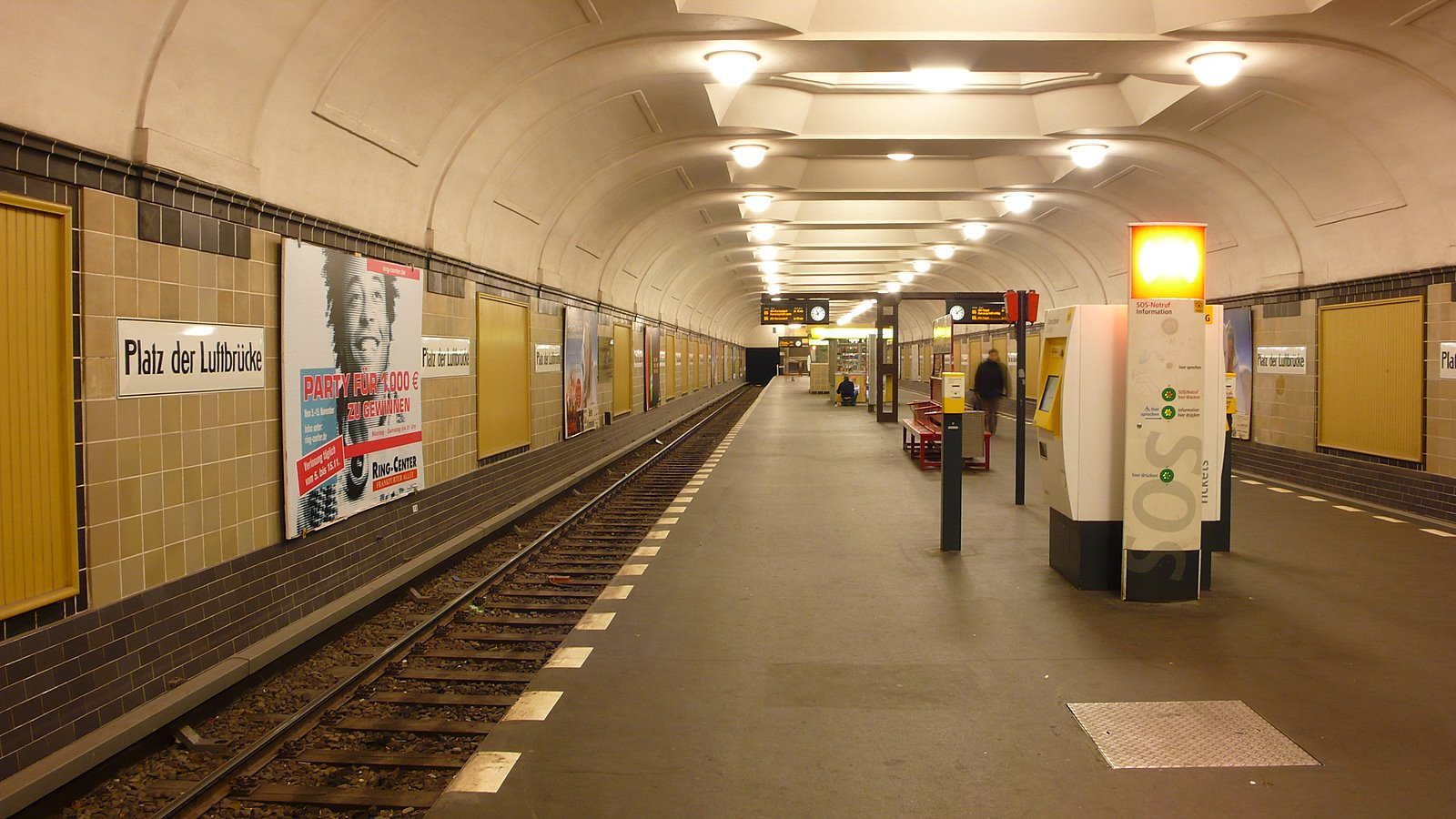
Bahnsteig

Der U-Bahnhof Platz der Luftbrücke ist eine Station der Linie U6 der Berliner U-Bahn. Sie liegt unter dem gleichnamigen Platz und dem Südende des Mehringdamms auf der Grenze zwischen den Ortsteilen Kreuzberg und Tempelhof.

## Geschichte

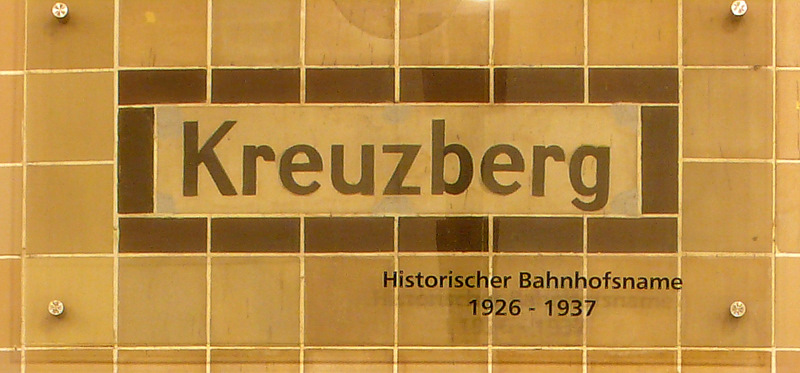
Altes Namensschild Kreuzberg

Der U-Bahnhof wurde am 14. Februar 1926 unter dem Namen Kreuzberg eröffnet und war Endpunkt der Linie CII (heute: U6). Am 10. September 1927 verlor der Bahnhof seine Stellung als Endbahnhof, da die Strecke bis zum U-Bahnhof Paradestraße (damaliger Name: Flughafen) verlängert wurde. 1937 wurde der U-Bahnhof Kreuzberg in Flughafen umbenannt und heißt seit 1975 Platz der Luftbrücke. Bis zu dessen Betriebseinstellung 2008 verband der U-Bahnhof den Flughafen Tempelhof mit dem städtischen Nahverkehrsnetz.
Der Bahnhof verfügt über fünf Zugänge, einen Zugang in Richtung Norden (Mehringdamm) und vier Zugänge auf den Platz der Luftbrücke.
Der U-Bahnhof wurde nach Plänen von Alfred Grenander gebaut und ist – neben dem U-Bahnhof Märkisches Museum – der einzige der Berliner U-Bahn ohne Mittelstützen.
Im Frühjahr 2020 begannen Sanierungsarbeiten an der Station. Hierbei werden die Bahnsteigplatte erneuert und ein Blindenleitsystem eingebaut, weiterhin entstehen zwei Aufzüge sowie ein zusätzlicher Ausgang mit Treppe zum Mehringdamm Ecke Dudenstraße.
Am 28. April 2023 ging der erste Aufzug zwischen Bahnsteig und Vorhalle in Betrieb. Der zweite Aufzug zwischen Vorhalle und Straßenebene wurde am 26. Juni 2024 in Betrieb genommen, so dass der U-Bahnhof nun barrierefrei zugänglich ist.

## Anbindung
| Linie | Verlauf |
| ----- | --- |
|       | Alt-Tegel – Borsigwerke – Holzhauser Straße – Otisstraße – Scharnweberstraße – Kurt-Schumacher-Platz – Afrikanische Straße – Rehberge – Seestraße – Leopoldplatz – Wedding – Reinickendorfer Straße – Schwartzkopffstraße – Naturkundemuseum – Oranienburger Tor – Friedrichstraße – Unter den Linden – Stadtmitte – Kochstraße – Hallesches Tor – Mehringdamm – Platz der Luftbrücke – Paradestraße – Tempelhof – Alt-Tempelhof – Kaiserin-Augusta-Straße – Ullsteinstraße – Westphalweg – Alt-Mariendorf |

Am U-Bahnhof bestehen Umsteigemöglichkeiten von der Linie U6 zu den Omnibuslinien M43 und 248 der BVG.

## Drehort
Der U-Bahnhof diente als Drehort der ZDF-Kinderserie Löwenzahn in der Folge 79. In der Szene wartet Peter Lustig auf die U-Bahn und trifft dabei auf die Rattenfreundin Kiki. Auch eine Szene am Anfang des Films Flightplan – Ohne jede Spur spielt an dieser U-Bahn-Station. Sie war auch ein Drehort des Horrorfilms Possession aus dem Jahr 1981.